# Ходжалы
Ходжалы́ (азерб. Xocalı) — город в Азербайджане, административный центр Ходжалинского района.
18 сентября 2024 Президент Азербайджана Ильхам Алиев учредил 20 сентября как День городов Ханкенди, Ходжалы, Ходжавенд и Агдере и постановил ежегодно торжественно отмечать его.

## География
Расположен в 10 км к северо-востоку от Ханкенди на дороге, соединяющей Ханкенди и Агдам.

## Этимология
Согласно Р. Юзбашеву, топоним «Ходжалы» происходит от одного из родов шахсевенов.

## История

### Ходжалы-Кедабекская культура
Вблизи Ходжалы находятся памятники Ходжалы-Кедабекской культуры, относящиеся к XIII—VII вв. до н. э.. Название получило по первым находкам памятников у сёл Ходжалы, а также Кедабека. Культура изучена по погребениям — грунтовым могилам, каменным ящикам и курганам с захоронениями. Для погребального инвентаря характерны бронзовые изделия: длинные мечи (самые древние на территории СССР), а также разнообразные бусы из стекла, сердолика и кости, каменные сосуды и много глиняных, различных форм, чернолощёных с резным орнаментом. В одном из курганов у Ходжалы была найдена агатовая бусина с именем ассирийского царя Ададнирари II. Племена Ходжалы-кедабекской культуры занимались земледелием и скотоводством (в том числе коневодством). Высокого развития у них достигла металлургия. Имеются основания полагать, что племена являлись отдалёнными предками современных народов Закавказья.

### Период Азербайджанской ССР
В период СССР село Ходжалы находилось в пределах Нагорно-Карабахской автономной области (НКАО) Азербайджанской ССР (до 1978 года — в Степанакертском, после 1978 года в результате переименования Степанакертского района в Аскеранский — в Аскеранском районе). Основными занятиями населения являлись виноградарство и скотоводство.
В селе имелись средняя школа, дом культуры, библиотека, медпункт.
Указом Президиума Верховного Совета Азербайджанской ССР от 21 апреля 1990 года было постановлено отнести селение Ходжалы Аскеранского района НКАО к категории городов районного подчинения, образовать Ходжалинский городской Совет с центром в городе Ходжалы, упразднив Ходжалинский сельский Совет.

### Карабахский конфликт
2 сентября 1991 года на совместной сессии Нагорно-Карабахского областного и Шаумяновского районного Советов народных депутатов была принята Декларация о провозглашении Нагорно-Карабахской Республики в границах Нагорно-Карабахской автономной области (НКАО) и сопредельного Шаумяновского района Азербайджанской ССР.
26 ноября 1991 года Верховный Совет Азербайджана принял Закон «Об упразднении Нагорно-Карабахской автономной области Азербайджанской Республики». Согласно Закону, среди прочего, был упразднён Аскеранский район, образовывался Ходжалинский район с административным центром в городе Ходжалы, а территория упразднённого Аскеранского района была передана в состав Ходжалинского района.
26 февраля 1992 года в ходе войны в Карабахе город Ходжалы перешёл под контроль армянских сил. Во время штурма и после него многие жители города погибли, произошла Ходжалинская резня.
Властями непризнанной Нагорно-Карабахской Республики (НКР) населённый пункт считался селом и был переименован в Иваня́н (арм. Իվանյան) в честь Христофора Иваняна и согласно административно-территориальному делению непризнанной республики этот населённый пункт входил в состав Аскеранского района НКР.
Согласно Трёхстороннему Заявлению в ночь с 9 по 10 ноября 2020 года, подписанному по итогам Второй Карабахской войны, город перешёл под контроль Российских миротворческих сил.
В результате боевых действий произведённых Вооружёнными Силами Азербайджана в Карабахе 19-20 сентября 2023 года и последующего разоружения армянских вооружённых формирований непризнанной НКР в Карабахе, город был возвращён под контроль Азербайджана.
15 октября 2023 года президент Азербайджана Ильхам Алиев посетил Ходжалы и поднял здесь государственный флаг республики.

### Современный период
18 сентября 2024 учреждён День города, который будет отмечаться ежегодно 20 сентября.
Планируется строительство Мемориального комплекса Ходжалинской резни.

## Население
Согласно азербайджанскому автору Р. Рзалы посёлок Ходжалы состоял из трёх частей: старинная часть была расположена на пересечении рек Ходжалы и Илис, второй Ходжалы был расположен на правом берегу реки Ходжалы и был основан в начале XX века переселенцами из других мест, третий же Ходжалы был расположен на месте пересечения рек Ходжалы и Каркарчай на территории старой почтовой станции и был основан беженцами в результате армяно-азербайджанской войны 1918—1920 годов.
По данным «Свода статистических данных о населении Закавказского края, извлечённых из посемейных списков 1886 года», в селе Ходжалу Малибеглинского сельского общества Шушинского уезда Елисаветпольской губернии было 34 дыма и проживало 192 азербайджанцев (в источнике — «татар»), по вероисповеданию — шиитов, из которых 46 человек были представителями бекства, а остальные — владельческими крестьянами.
По данным Кавказского календаря на 1910 год, в селе Ходжалы Шушинского уезда Елизаветпольской губернии в 1908 году проживало 184 человек, в основном азербайджанцев, указанных как «татары». Кавказский календарь на 1912 год указывает наличие в Шушинском уезде двух населённых пунктов с названием «Ходжалу», в одном из которых проживало 172 азербайджанца (в источнике «татары»), в другом — 52 русских.
В 1987 году число азербайджанцев в Ходжалы достигло 2025, в 1989 году — 2135, а уже в 1991 году — 6300 человек. Начиная с 1988 года, власти Азербайджана осуществляли в Ходжалы интенсивное строительство, население стремительно увеличивалось в основном за счёт азербайджанцев, прибывших из Степанакерта, а также азербайджанцев-беженцев из Армении. В 1990 году в населённом пункте были также размещены около 300 турок-месхетинцев, бежавших из Узбекистана. Таким образом, всего за четыре года, между 1987 и 1991 годами, число азербайджанцев в Ходжалы возросло более чем в три раза. Армянская сторона считала это целенаправленными действиями по изменению демографической ситуации в регионе.

Вот что пишет в своих воспоминаниях о посещении Ходжалы В. В. Кривопусков, занимавший в октябре — декабре 1990 года должность начальника штаба Следственно-оперативной группы (СОГ) МВД СССР в НКАО: 
Увиденное — впечатляло. Новые кирпичные дома вырастали, как грибы после дождя. И чем ближе к зоне аэропорта, тем дома строились крупнее и выше, словно для того, чтобы с их крыш можно было руками достать взлетающие самолёты… Масштабы возводимых объектов, горы кирпича, пиломатериалов, мешков с цементом, изобилие других строительных материалов казались тем более удивительными, что всё это полностью отсутствовало не только в армянских селах, но и в столице НКАО городе Степанакерте… Азербайджанские власти, как бы реализуя программы социально-экономического развития НКАО, целенаправленно использовали в одностороннем порядке союзные и республиканские средства для льготного безвозвратного финансирования индивидуального строительства в этом посёлке, переселяя в него не только беженцев из Армении, но и всех желающих из других районов Азербайджана. Таким новосёлам кроме льгот на строительство жилья выдавались денежные пособия, а их детям предоставлялась возможность поступления в вузы республики без сдачи вступительных экзаменов. Преследовалась очевидная цель. Увеличить в Карабахе численность азербайджанского населения. Задача эта, по имеющейся информации, осуществлялась не только в Ходжалу, но и в других азербайджанских населённых пунктах НКАО. Но ещё более изощрённой была другая задумка: произвести застройку прилегающей к аэропорту территории с грубыми нарушениями градостроительных норм. Расчёт был на то, чтобы близость жилья к аэропорту сделала бы опасными взлёты и посадки самолётов. Закрытие аэропорта становилось неизбежным.
После перехода Ходжалы под контроль непризнанной Нагорно-Карабахской Республики местные власти заселили населённый пункт этническими армянами. В 2001 году здесь проживало 400 человек, в том числе армяне-вынужденные переселенцы из Баку, Сумгаита и Гянджи. Согласно оценке на 2012 год, в Ходжалы проживало 1273 человек — все армяне. В результате боевых действий 19—20 сентября 2023 года армянское население покинуло Ходжалы.

## Восстановление после войны
31 декабря 2023 года Президент Азербайджана Ильхам Алиев в своём обращении по случаю Дня солидарности азербайджанцев мира и Нового года объявил, что в течение 2024 года планируется возвращение в свои дома в том числе жителей Ходжалы.
На март 2024 года идёт восстановление города. Ведутся ремонтно-строительные работы в 500 домах. Осуществляется строительство дорог, газо-, водопроводов, коммуникаций. Планируется строительство 56 жилых домов.
8 400 жителей, до Карабахского конфликта проживавших в Ходжалы, были расселены в более, чем 50 районах Азербайджана. Было объявлено, что начало возвращения вынужденных переселенцев в город планируется на май — июнь 2024 года.
28 мая 2024 года президент Азербайджана Ильхам Алиев и Первая леди страны Мехрибан Алиева в ходе своего визита в город Ходжалы встретились с жителями, переселившимися в город — было обеспечено возвращение в город первых 20 семей, жителям были вручены ключи от домов. На следующий день ещё 24 семьи в составе 88 человек вернулись в Ходжалы. Таким образом, на 29 мая 2024 года в городе Ходжалы было обеспечено постоянное проживание 44 семей в составе 169 человек.

## Транспорт
В период СССР рядом с Ходжалы был построен Ходжалинский аэропорт, являвшийся единственным аэропортом на территории Нагорно-Карабахской автономной области, способным принимать крупные самолёты. В ноябре 1990 года аэропорт был закрыт. Президент Азербайджана А. Н. Муталибов отдал распоряжение разрушить взлётно-посадочную полосу и аэродромное оборудование аэропорта, но оно не было выполнено.
Планируется строительство железнодорожной станции.

## Образование
С сентября 2024 года действует школа № 1 на 132 ученических места.

## Экология
В декабре 2024 года выделен участок размером 20 гектар для создания полигона для безопасных твердых отходов.

## Инфраструктура
Для водоснабжения города на февраль 2024 года пробурена одна субартезианская скважина. Ведётся бурение второй. Скважины позволят обеспечивать город водой круглосуточно.
9 мая 2025 года введена в строй электрическая подстанция «Ходжалы» мощностью 3200 кВА. Также при ней установлены солнечные панели мощностью 52 кВт.

## Города-побратимы
В феврале 2010 года азербайджанские СМИ утверждали, что чешский город Лидице стал побратимом Ходжалы, и одна из улиц Лидице названа Ходжалы. Однако в марте 2012 года мэр Лидице Вероника Келлерова опровергла эти сообщения, заявив, что Ходжалы и Лидице никогда не были городами-побратимами, и что в Лидице нет улицы с названием Ходжалы.